# Paul Rudd
Pour les articles homonymes, voir Paul Rudd (homonymie) et Rudd.
Paul Rudd est un acteur, producteur et scénariste américain, né le 6 avril 1969 à Passaic (New Jersey).
Après les années 1990 et 2000, lors desquelles il interprète des seconds rôles de comédies télévisées, dont celui de Mike Hannigan, mari de Lisa Kudrow à l’écran dans la sitcom à succès Friends, ainsi que de comédies cinématographiques, très souvent produites par Judd Apatow, il devient un acteur comique de premier plan durant les années 2010. Il partage notamment l'affiche des films Les Grands Frères (2008), I Love You, Man (2009), The Dinner (2010) et accède à la reconnaissance critique avec les films indépendants comme Our Idiot Brother (2011) et Prince of Texas (2013). Parallèlement, il est aussi la tête d'affiche masculine de comédies romantiques décalées : Peace, Love et plus si affinités (2012), 40 ans : Mode d'emploi (2012) ou encore Admission (2013).
En 2015, il est choisi pour rejoindre l'univers cinématographique Marvel dans le rôle du super-héros Scott Lang / Ant-Man, qu'il joue dans Ant-Man (2015), Captain America: Civil War (2016), Ant-Man et la Guêpe (2018), Avengers: Endgame (2019) et Ant-Man et la Guêpe : Quantumania (2023).

## Biographie

### Jeunesse et formation
Paul Stephen Rudd est né à Passaic dans le New Jersey dans une famille de confession juive ashkénaze. Son père, Michael Rudd, était guide touristique et ancien vice-président de Trans World Airlines. Il est décédé des suites d'un cancer en 2008. Sa mère, Gloria Irene (Granville), est la directrice commerciale de la chaîne télévisée américaine KCMO-TV dans la ville de Kansas City dans le Missouri. Ses parents sont nés en Angleterre. Son père vient de Edgware et sa mère de Surbiton, près de Londres. Ses deux parents descendent de familles juives venant de Russie, de Pologne et de Biélorussie. Le nom original du père de Rudd était « Rudnitsky », mais son grand-père l'a changé pour « Rudd ». Le nom de jeune fille de sa mère était « Goldstein ».
Il sort diplômé de l'université du Kansas, où sa matière principale était le théâtre, avant d'étudier au sein de l’American Academy of Dramatic Arts/West à Los Angeles. Il est membre de la fraternité Sigma Nu et travaille durant ses études comme disc-jockey durant des Bar-mitsvah. Après l'obtention de son diplôme, il occupe divers emplois, dont celui de vitrier au sein de l'entreprise Holiday Ham à Overland Park, au Kansas.

### Débuts d'acteur
Après avoir beaucoup joué sur scène, il se révèle au grand public en 1993 avec la série Les Sœurs Reed, où il tient un rôle récurrent. Deux ans plus tard, il commence sa carrière cinématographique avec Halloween 6 : La Malédiction de Michael Myers et Clueless, suivi en 1996 de Roméo + Juliette.
Ce n'est qu'en 1998 qu'il obtient son premier grand rôle dans la comédie sentimentale L'Objet de mon affection, au côté de Jennifer Aniston ; il y incarne un instituteur homosexuel qui se lie d'amitié avec le personnage joué par la comédienne.
En 2001, il collabore pour la première fois avec deux réalisateurs qui l’accompagnent par la suite : tout d'abord David Wain, pour une comédie à très petit budget devenue depuis culte aux États-Unis, Wet Hot American Summer, et réunissant de futures stars hollywoodiennes (Bradley Cooper, Amy Poehler et Elizabeth Banks), puis avec Jesse Peretz pour The Château.
En 2003, il joue avec Rachel Weisz dans le drame sentimental Fausses Apparences, une adaptation de la pièce The Shape of Things, écrite et mise en scène par l'auteur lui-même, Neil LaBute.
Il confirme néanmoins son interprétation pour la comédie, en participant aux deux dernières saisons (2002-2004) de la série Friends, où il interprète le personnage de Mike Hannigan, le petit ami puis mari de Phoebe (Lisa Kudrow).

### Seconds rôles comiques au cinéma

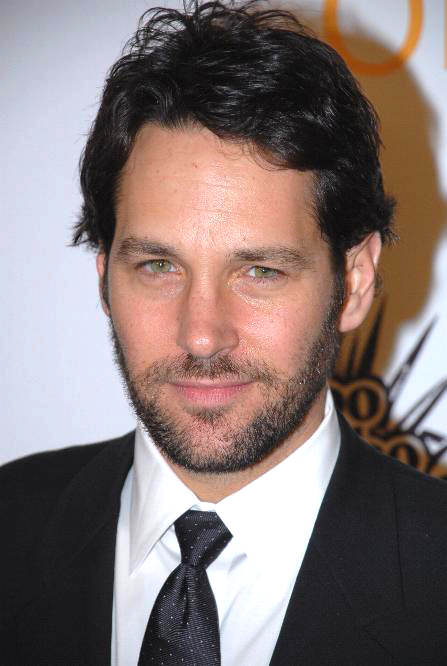
L'acteur aux Hollywood Life Magazine Annual Breakthrough Awards 2007.

Au terme de la série, il se fait remarquer via des seconds rôles dans des comédies populaires produites par Judd Apatow : le premier grand succès critique et commercial de Will Ferrell en 2004, Présentateur vedette : La Légende de Ron Burgundy, puis en 2005 celui de Steve Carell avec 40 ans, toujours puceau.
Il n'abandonne pas pour autant le cinéma indépendant américain, puisqu'il tient en 2006 les premiers rôles masculins de Diggers et The Oh in Ohio. La même année, il a un petit rôle dans la comédie fantastique La Nuit au musée, énorme succès commercial.
En 2007, il est à l'affiche de près de six films : il tourne dans la comédie romantique indépendante Trop jeune pour elle, joue et co-produit la comédie The Ten, écrite et réalisée par David Wain et Ken Marino. Il fait aussi des apparitions dans les comédies Son ex et moi, Alerte à Miami : Reno 911 ! et une production d'Apatow : Walk Hard: The Dewey Cox Story.

### Premiers rôles de comédies populaires

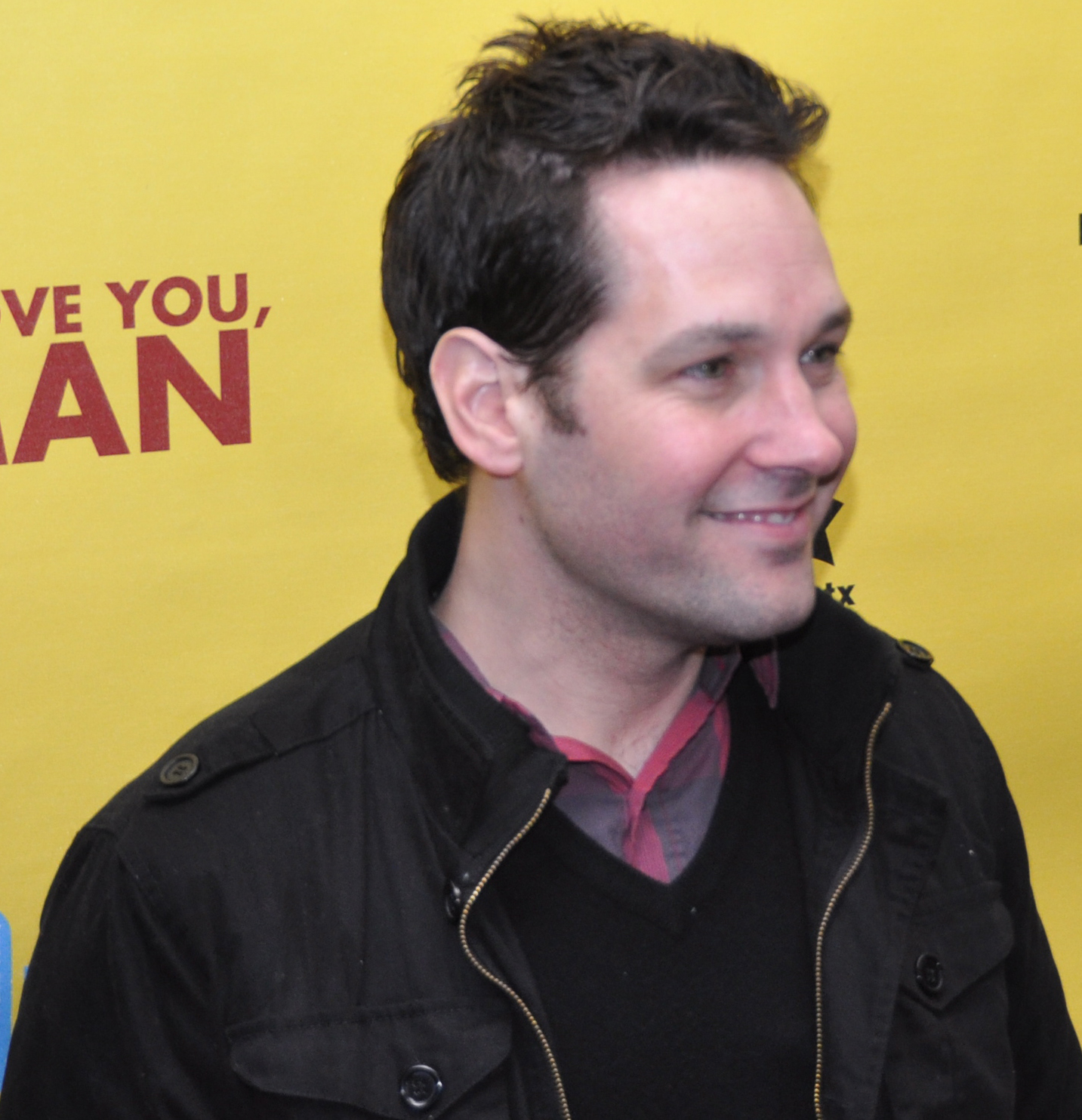
En mars 2009, à l'avant-première du film I Love You, Man, à Austin (Texas).

En 2008, il incarne le premier rôle de la comédie romantique Le Fantôme de mon ex-fiancée, aux côtés d'Eva Longoria. Le film est un flop critique et commercial. Il tient ensuite un second rôle dans le deuxième long-métrage de Judd Apatow : En cloque, mode d'emploi, très grand succès critique et commercial aux États-Unis, et partage aussi l'affiche d'un autre succès critique, Les Grands Frères une comédie avec Seann William Scott réalisée par David Wain, et au box-office américain.
En 2009, Paul Rudd confirme ce statut de tête d'affiche avec I Love You, Man au côté d'un autre acteur engagé par Judd Apatow, Jason Segel. Le film est salué par la critique et très bien reçu par le public nord-américain.
En 2010, il joue dans l'adaptation hollywoodienne de la comédie française Le Dîner de cons, dont il partage l'affiche avec la star Steve Carell, qui est très moyennement reçue par la critique. Puis il tourne dans Comment savoir, comédie romantique signée du vétéran James L. Brooks, à laquelle il participe, aux côtés de Reese Witherspoon et Owen Wilson ; c'est un sévère échec critique et commercial.

### Comédies indépendantes et reconnaissance critique

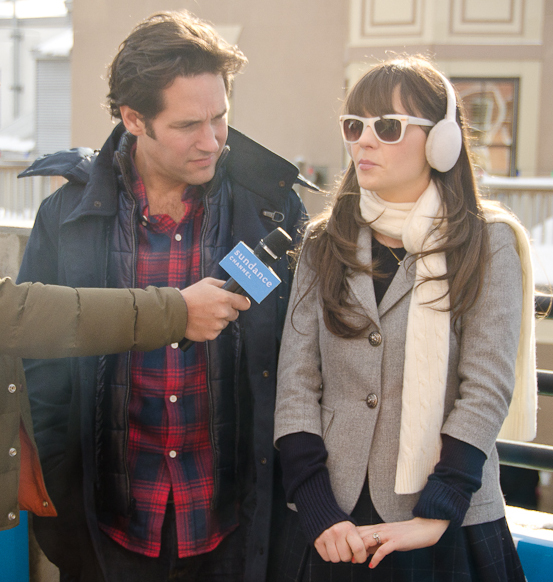
Paul Rudd avec Zooey Deschanel à la première de Our Idiot Brother au Festival de Sundance 2011.

En 2011, il tient le premier rôle de la comédie dramatique indépendante Our Idiot Brother de Jesse Peretz, entouré de Zooey Deschanel, Elizabeth Banks et Emily Mortimer. Son interprétation est largement saluée par la critique.
En 2012, il incarne le rôle masculin principal dans la comédie romantique avec Jennifer Aniston et réalisée par David Wain, Peace, Love et plus si affinités, puis joue dans la quatrième réalisation de Judd Apatow, intitulée 40 ans : Mode d'emploi, avec Leslie Mann. Il reprend là son rôle secondaire de En cloque, mode d'emploi, devenu personnage principal à l'occasion de cette réflexion sur la vie de couple. Les deux films sont des déceptions au box-office, et les critiques américaines très mitigées,, malgré des retours positifs concernant les acteurs. Il joue aussi un second rôle dans la comédie dramatique indépendante Le Monde de Charlie. L'intégralité de la distribution du film est récompensée par un San Diego Film Critics Society Award pour leur performance.
En 2013, il partage l'affiche avec Tina Fey, pour la comédie dramatique Admission. Les critiques sont très mitigées, même si l'interprétation principale est une fois encore saluée.

### Diversification et blockbusters (depuis 2013)

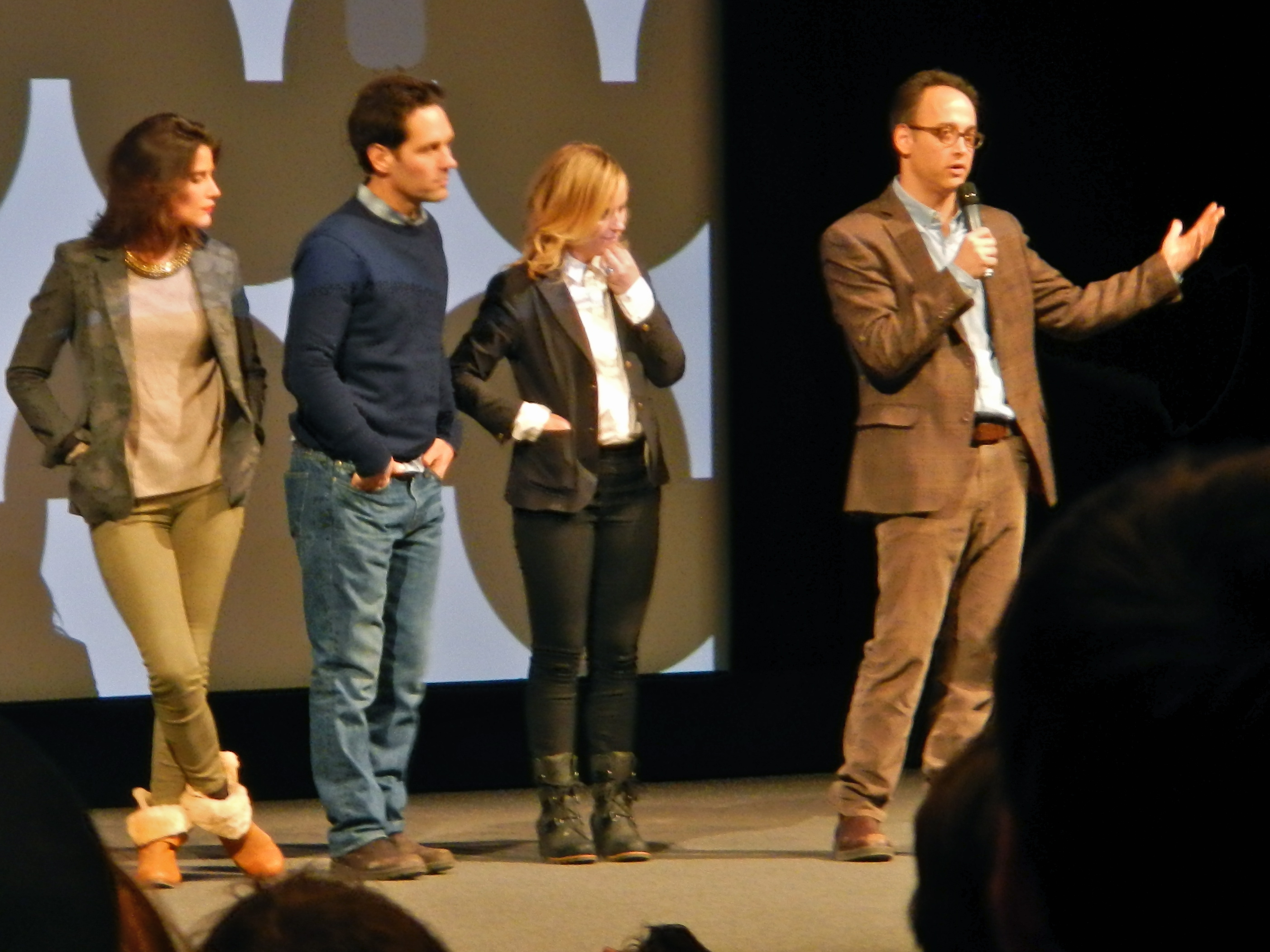
L'acteur avec Cobie Smulders, Amy Poehler et le réalisateur David Wain au Festival de Sundance 2014.

Il fait une incursion dans le registre dramatique en tenant le rôle principal de Prince of Texas, film indépendant de David Gordon Green, acclamé par la critique, mais reste un échec commercial. Puis, il mène All Is Bright, autre comédie dramatique indépendante, avec Paul Giamatti, aux retours cette fois mitigés. Enfin, il reprend son rôle de Brian Fontana pour la suite d'Anchorman, de nouveau un succès critique et commercial sur le territoire nord-américain.
En 2014, il partage l'affiche avec Amy Poehler (actrice à qui il donne déjà occasionnellement la réplique dans la sitcom Parks and Recreation) d'une comédie romantique parodique : They Came Together réalisée par David Wain. Le film est bien reçu par la critique, mais ne rencontre pas son public.
En 2015, il tient pour la première fois le rôle principal d'un blockbuster hollywoodien dans Ant-Man, douzième film de l'univers cinématographique Marvel réalisé par Peyton Reed. Un personnage qu'il reprend pour le film Captain America: Civil War, en mai 2016, dans la suite d'’Ant-Man, Ant-Man et la Guêpe, sortie durant l'été 2018, et dans Avengers: Endgame, sorti au printemps 2019. Il est également co-scénariste sur les deux films Ant-Man.
Toujours en 2015, il retrouve ses anciens partenaires du film Wet Hot American Summer à l'occasion d'une suite sous forme de mini-série télévisée à destination de la plateforme de vidéo à la demande de Netflix, intitulée Wet Hot American Summer: First Day of Camp.
En 2016, il revient également au registre dramatique en menant le film indépendant The Fundamentals of Caring, écrit et réalisé par Rob Burnett.
En 2018, il est la tête d'affiche du drame historique indépendant Le Joueur de base-ball était un espion (The Catcher Was a Spy) de Ben Lewin, mais aussi aux côtés d'Alexander Skarsgård et Justin Theroux, à la tête du thriller de science-fiction Mute, de Duncan Jones.

### Vie privée

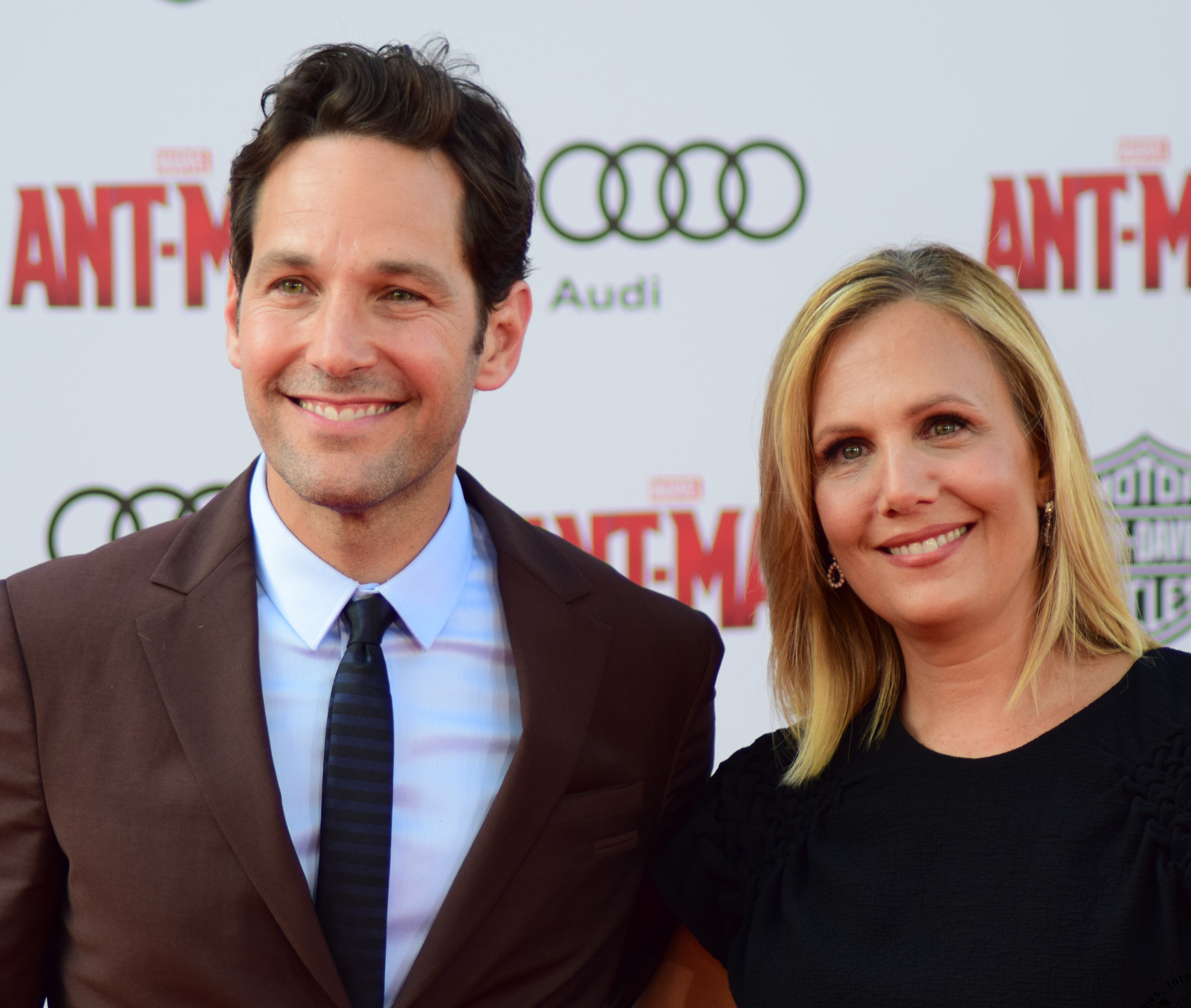
L'acteur avec sa femme Julie Yaeger à la première mondiale de Ant-Man, en juin 2015.

Paul Rudd est marié depuis 2003 à Julie Yaeger. Le couple a deux enfants : un fils prénommé Jack Sullivan (2006) et une fille prénommée Darby (2010). Paul et sa famille sont de confession juive. Il expliquait en 2012 : « Toute ma famille est juive ; ma femme, Julie, est juive — il n’y a personne dans ma famille qui ne soit pas juif. »
Rudd a reçu son étoile sur le Walk of Fame à Hollywood le 1er juillet 2015. Il a dévoilé la 2554e étoile sur la bande de plaques de plusieurs mètres sur Hollywood Boulevard. À cette occasion, Rudd a déclaré : « Je me souviens que j'étais un enfant qui a marché sur ce boulevard, lu les noms et réfléchi à ce que tant de millions de personnes ont pensé : Qui est-ce ? »
Il est supporter des Royals de Kansas City, des ligues majeures de baseball et des Chiefs de Kansas City de la National Football League, ayant d'ailleurs narré en 2007 le documentaire Hard Knocks au sujet de ces derniers.

## Filmographie

### Cinéma

#### Longs métrages
- 1992 : Jamie's Secret de Peter Foldy (en)[41]
- 1992 : A Question of Ethics de Peter Foldy[41]
- 1995 : Clueless d'Amy Heckerling : Josh
- 1995 : Halloween 6 : La Malédiction de Michael Myers  (Halloween: The Curse of Michael Myers) de Joe Chappelle : Tommy Doyle
- 1996 : Roméo + Juliette (Romeo + Juliet) de Baz Luhrmann : Dave Paris
- 1997 : Kansas Blues (The Locusts) de John Patrick Kelley : Earl[41]
- 1998 : The Size of Watermelons de Kari Skogland : Alex[41]
- 1998 : Livraison Express de Jason Bloom (en) : Wyatt Trips[41]
- 1998 : L'Objet de mon affection (The Object of My Affection) de Nicholas Hytner : George Hanson
- 1999 : 200 Cigarettes de Risa Bramon Garcia : Kevin
- 1999 : L'Œuvre de Dieu, la Part du Diable (The Cider House Rules) de Lasse Hallström : le lieutenant Wally Worthington
- 2000 : Gen-Y Cops (Tejing xinrenlei 2) de Benny Chan : Ian Curtis
- 2001 : Wet Hot American Summer de David Wain : Andy
- 2001 : The Château de Jesse Peretz : Graham Granville
- 2001 : Reaching Normal d'Anne Heche : Kenneth
- 2002 : Stella Shorts 1998-2002 de Michael Ian Black, David Wain et Michael Showalter : John[41]
- 2003 : Fausses Apparences (The Shape of Things) de Neil LaBute : Adam Sorenson
- 2003 : Two Days de Sean McGinly (en) : Paul Miller
- 2004 : Présentateur vedette : La Légende de Ron Burgundy (Anchorman: The Legend of Ron Burgundy) d'Adam McKay : Brian Fantana - également chanteur
- 2004 : P.S. de Dylan Kidd : Sammy Silverstein
- 2004 : Wake Up, Ron Burgundy: The Lost Movie d'Adam McKay : Brian Fantana[41]
- 2005 : Tennis, Anyone...? de Donal Logue : Lance Rockwood
- 2005 : The Baxter de Michael Showalter : Dan Abbott
- 2005 : 40 ans, toujours puceau (The 40 Year Old Virgin) de Judd Apatow : David
- 2006 : The Oh in Ohio de Billy Kent : Jack Chase
- 2006 : Diggers de Katherine Dieckmann : Hunt
- 2006 : Son ex et moi (The Ex) de Jesse Peretz : Leon
- 2006 : La Nuit au musée (Night at the Museum) de Shawn Levy : Don
- 2007 : The Ten de David Wain : Jeff Reigert - également producteur et chanteur
- 2007 : Alerte à Miami : Reno 911 ! (Reno 911!: Miami) de Robert Ben Garant : Ethan the Drug Lord
- 2007 : En cloque, mode d'emploi (Knocked Up) de Judd Apatow : Pete
- 2007 : Trop jeune pour elle (I Could Never Be Your Woman) d'Amy Heckerling : Adam
- 2007 : Walk Hard : L'Histoire de Dewey Cox (Walk Hard: The Dewey Cox Story) de Jake Kasdan : John Lennon (non crédité)
- 2008 : Le Fantôme de mon ex-fiancée (Over Her Dead Body) de Jeff Lowell : Henry
- 2008 : Sans Sarah, rien ne va ! (Forgetting Sarah Marshall) de Nick Stoller : Chuck
- 2008 : Les Grands Frères (Role Models) de David Wain : Danny Donahue - également scénariste
- 2009 : I Love You, Man de John Hamburg : Peter Klaven - également chanteur
- 2009 : Being Green (Sesame Street: Being Green) d'Emily Squires : M. Earth[41]
- 2009 : L'An 1 : Des débuts difficiles (Year One) de Harold Ramis : Abel (non crédité)
- 2010 : The Dinner (Dinner for Schmucks) de Jay Roach : Tim Wagner
- 2010 : Comment savoir (How Do You Know) de James L. Brooks : George Madison
- 2011 : Our Idiot Brother de Jesse Peretz : Ned
- 2012 : Peace, Love et plus si affinités (Wanderlust) de David Wain : George - également producteur
- 2012 : Le Monde de Charlie (The Perks of Being a Wallflower) de Stephen Chbosky : Bill
- 2012 : 40 ans : Mode d'emploi (This Is 40) de Judd Apatow : Pete - également chanteur
- 2013 : Prince of Texas (Prince Avalanche) de David Gordon Green : Alvin - également chanteur
- 2013 : Admission de Paul Weitz : John Halsey
- 2013 : All Is Bright (en) de Phil Morrison : Rene
- 2013 : C'est la fin (This Is the End) de Seth Rogen et Evan Goldberg : lui-même
- 2013 : Légendes vivantes (Anchorman 2: The Legend Continues) d'Adam McKay : Brian Fantana - également chanteur
- 2014 : They Came Together (en) de David Wain : Joel
- 2015 : Ant-Man de Peyton Reed : Scott Lang / Ant-Man - également scénariste
- 2016 : The Fundamentals of Caring de Rob Burnett : Ben Benjamin
- 2016 : Captain America: Civil War d'Anthony et Joe Russo : Scott Lang / Ant-Man
- 2017 : Fun Mom Dinner d'Alethea Jones : Brady - également producteur
- 2018 : Le Joueur de base-ball était un espion (The Catcher Was a Spy)) de Ben Lewin : Moe Berg
- 2018 : Ideal Home d'Andrew Fleming : Paul
- 2018 : Mute de Duncan Jones : Cactus Bill
- 2018 : Ant-Man et la Guêpe (Ant-Man and the Wasp) de Peyton Reed : Scott Lang / Ant-Man - également scénariste
- 2019 : Avengers: Endgame de Anthony et Joe Russo : Scott Lang / Ant-Man
- 2019 : Entre deux fougères, le film (Between Two Ferns: The Movie) de Scott Aukerman : Paul Rudd[42]
- 2021 : SOS Fantômes : L'Héritage (Ghostbusters: Afterlife) de Jason Reitman : Gary Grooberson
- 2022 : Tic et Tac, Les Rangers du risque (Chip 'n Dale: Rescue Rangers) d'Akiva Schaffer : lui-même (caméo)
- 2023 : Ant-Man et la Guêpe : Quantumania (Ant-Man and the Wasp: Quantumania) de Peyton Reed : Scott Lang / Ant-Man
- 2024 : SOS Fantômes : La Menace de glace (Ghostbusters: Frozen Empire) de Gil Kenan : Gary Grooberson
- 2024 : Friendship d'Andrew DeYoung : Austin Carmichael
- 2025 : Death of a Unicorn d'Alex Scharfman : Elliot - également producteur délégué

Prochainement
- 2025 : Power Ballad de John Carney[43] (en postproduction[43])
- 2025 : Anaconda de Tom Gormican : Ronald « Griff » Griffen Jr.[43] (en production[43])
- 2026 : Avengers: Doomsday de Anthony et Joe Russo : Scott Lang / Ant-Man[43] (en préproduction[43])

#### Courts métrages
- 1992 : Picture Perfect de Theo Burkhardt : le photographe
- 2003 : House Hunting d'Amy Lippman : Daniel
- 2009 : Stalker de Josh Surratt : Billy Phillps
- 2011 : Jason Segel and Paul Rudd Meet Rush de Jason Segel : Peter Klaven
- 2011 : Moves: The Rise and Rise of the New Pornographers de Tom Scharpling : Nick
- 2015 : WHIH News Front : Scott Lang (série de court métrage)
- 2016 : Anyone Can Quantum d'Alex Winter : Paul Rudd[42]
- 2016 : Quantum Is Calling d'Alex Winter : Paul Rudd[42]

#### Films d'animation
- 2009 : Monstres contre Aliens (Monsters vs Aliens) de Conrad Vernon : Derek Dietl (voix originale)
- 2015 : Le Petit Prince (The Little Prince) de Mark Osborne : M. Prince (voix anglaise)
- 2016 : Sausage Party : La Vie privée des aliments (Sausage Party) de Greg Tiernan et Conrad Vernon : Darren (voix originale)
- 2016 : Nerdland de Chris Prynoski : John (voix originale)
- 2023 : Ninja Turtles: Teenage Years (Teenage Mutant Ninja Turtles: Mutant Mayhem) de Jeff Rowe et Kyler Spears : Mondo Gecko (voix)

### Télévision

#### Téléfilms
- 1993 : Fleurs d'angoisse (Moment of Truth: Stalking Back) de Corey Allen : Scott
- 1994 : Runaway Daughters de Joe Dante : Jimmy Rusoff (téléfilm faisant partie de la série d'anthologie Rebel Highway)
- 1998 : Twelfth Night, or What You Will de Nicholas Hytner : Duke Orsino
- 2000 : Gatsby le magnifique (en) de Robert Markowitz : Nick Carraway (en)
- 2001 : Bash: Latter-Day Plays de Neil LaBute : Tim
- 2004 : Soundtracks Live de ? : ?

#### Séries télévisées
- 1992-1995 : Les Sœurs Reed (Sisters) : Kirby Philby (20 épisodes)
- 1993 : The Fire Next Time (en) : David (mini-série, 1 épisode)
- 1994 : Wild Oats (en) : Brian Grant (6 épisodes)
- 1996 : Clueless : Sonny (saison 1, épisode 9)
- 2000 : Enquêtes à la une (Deadline) : Zander Price (saison 1, épisode 2)
- 2000 : Strangers with Candy : Brent Brooks (saison 3, épisode 10)
- 2002-2004 : Friends : Mike Hannigan (18 épisodes)
- 2005 : Stella (en) : Greg (saison 1, épisode 3)
- 2006 : Cheap Seats: Without Ron Parker (en) : Dave Penders (saison 4, épisode 1)
- 2006-2007 : Reno 911, n'appelez pas ! : Guy Gerricault (5 épisodes)
- 2007 : The Naked Trucker and T-Bones Show (en) : Antagonistic Passenger (saison 1, épisode 4)
- 2007 : Veronica Mars : Desmond Fellows (saison 3, épisode 17 - également chanteur)
- 2008 : Little Britain USA : le président français (saison 1, épisode 3)
- 2008 : Wainy Days (en) : Alias (saison 2, épisode 6)
- 2011 et 2019 : Saturday Night Live : Austin Vogelcheck / Patron (saison 37, épisode 7) / M. Microchip (épisode 44)
- 2012 / 2015 : Parks and Recreation : Bobby Newport (5 épisodes[43])
- 2012 : Louie : lui-même (saison 3, épisode 12)
- 2012 / 2014 : The Greatest Event in Television History : le réalisateur (saison 1, épisode 1) / Kip et Buffy (saison 1, épisode 4)
- 2013 : Burning Love (en) : Nate (3 épisodes)
- 2013 : Hudson Valley Ballers : Tampa St. Pete (2 épisodes)
- 2015 : Moone Boy : George Gershwin (saison 3, épisode 6)
- 2015 : Wet Hot American Summer: First Day of Camp : Andy (mini-série en 8 épisodes)
- 2015 : Neon Joe, Werewolf Hunter (en) : Paul Rudd[42] (mini-série, 1 épisode)
- 2017 : Nightcap (en) : Paul Rudd[42] (saison 1, épisode 9)
- 2017 : Wet Hot American Summer: Ten Years Later : Andy (mini-série, 6 épisodes)
- 2018 : iZombie : Paul Rudd[42] (saison 4, épisode 13 - voix, non crédité)
- 2018 et 2019 : Conan : Sethey Boone (émission de télévision - saison 8, épisode 95) / Paul Rudd[42] (saison 9, épisode 102)
- 2019 : Living with Yourself : Miles Elliot (8 épisodes)
- 2020 : Tiny World : le narrateur (série documentaire, 6 épisodes)
- 2020 : Escape from Virtual Island : Derek Ambrose (voix, 11 épisodes)
- 2021 : The Shrink Next Door : Ike (8 épisodes prévus[43])
- 2022-2024 : Only Murders in the Building : Ben Glenroy  (invité saison 2 et 4, récurrent saison 3)

#### Séries d'animation
- 2006 : Robot Chicken : Ang Lee / Sock Puppets / Jasper the Douchebag Ghost (voix originale - saison 2, épisode 20)
- 2011 / 2014 / 2020 : Les Simpson : Dr Zander (voix originale - saison 22, épisode 17) / Paul Rudd et Judd Apatow (voix originale - saison 25, épisode 9)/ Paul Rudd (voix originale - saison 32, épisode 7)
- 2012 : TripTank : Tom (voix originale - 1 épisode)
- 2016 : Bob's Burgers : Jericho (voix originale - saison 6, épisode 17)
- 2021-2023 : What If...? : Scott Lang / Ant-Man (saison 1, épisode 5 ; saison 2, épisode 8)

### Jeu vidéo
- 2019 : Avengers: Damage Control : Ant-Man (voix originale)

### Comme producteur exécutif et scénariste
- 2009-2010 : Party Down (série télévisée - 20 épisodes)

## Distinctions

### Nominations
- Teen Choice Awards 2015, 2019 :
  - meilleur acteur de cinéma de l'été dans Ant-Man
  - meilleur acteur dans un film d'action dans Ant-Man et la Guêpe et Avengers: Endgame
- MTV Movie Awards 2016 : meilleur héros dans Ant-Man
- Golden Globes 2020 : Meilleur acteur dans une série musicale ou comique pour Living with Yourself

## Voix francophones
En France, Cédric Dumond est la voix régulière de Paul Rudd (dans 17 films et 5 séries). Damien Boisseau et Alexandre Gillet l'ont également doublés respectivement à onze et quatre reprises.
Au Québec, Patrice Dubois est la voix la plus régulière de l'acteur.